# Клоц
Клоц (італ. Cloz) — муніципалітет в Італії, у регіоні Трентіно-Альто-Адідже, провінція Тренто.
Клоц розташований на відстані близько 520 км на північ від Рима, 39 км на північ від Тренто.
Населення — 724 особи (2014).
Щорічний фестиваль відбувається 26 грудня. Покровитель — святий Степан Protomartire.

## Демографія
Населення за роками:

Станом на 31 грудня 2014 року в муніципалітеті офіційно проживало 109 іноземців з 10 країн, серед них 42 громадяни країн Євросоюзу та 1 громадянин України.

## Сусідні муніципалітети
- Брец
- Дамбель
- Лауреньо
- Рево
- Ромалло